# Stephan Bakker
Stephan Bakker (Zaandam, 17 april 1994) is een Nederlands wielrenner die tot oktober 2018 reed voor Monkey Town Continental Team.

## Carrière
In 2016 werd Bakker tweede in de proloog van de Carpathian Couriers Race, enkel Hamish Schreurs was sneller. Later dat jaar werd Bakker met zijn ploeg tweede in de openingsploegentijdrit van de Ronde van Midden-Nederland. In het eindklassement werd de Nederlander zevende, waarmee hij de beste jongere was.
In 2018 won hij een etappe in de Ronde van Guatemala. Op dat moment reed hij niet meer bij Monkey Town Continental Team; zijn contract was op 1 oktober beëindigd.

## Overwinningen
2016
Jongerenklassement Ronde van Midden-Nederland
2018
4e etappe Ronde van Guatemala
2019
Puntenklassement Ronde van de Dominicaanse Republiek
1e en 5e etappe Ronde van Kameroen
Puntenklassement Ronde van Kameroen

## Ploegen
- 2015 –  Cyclingteam Jo Piels
- 2016 –  Cyclingteam Jo Piels
- 2017 –  Monkey Town Continental Team
- 2018 –  Monkey Town Continental Team (tot 01-10)

Bakker · van Breda · Buskermolen · de Jonge · Kleiman · Looij · van Luijk · Markus · Ockeloen · Pluto · van Rhee · Santoro · Schulting · Slik · van der Veekens · Zanotti